# L'unica cosa che vuoi
L'unica cosa che vuoi è un singolo del gruppo musicale italiano Boomdabash, pubblicato il 7 aprile 2023 come terzo estratto dal sesto album in studio Venduti.

## Descrizione
Biggie Bash ha raccontato il significato del brano:

## Tracce
Testi di Federico Olivieri, Daniele Fossatelli e Angelo Rogoli, musiche di Julien Boverod.
1. L'unica cosa che vuoi – 2:58

## Classifiche
| Classifica (2023) | Posizione massima |
| ----------------- | ----------------- |
| Italia            | 49                |